# Bördekreis
Huyện Börde là một huyện cũ (Kreis) ở Saxony-Anhalt, Đức. Các huyện giáp ranh (từ phía bắc theo chiều kim đồng hồ) là: Ohrekreis, Magdeburg, Schönebeck, Aschersleben-Staßfurt, Quedlinburg, Halberstadt và huyện Helmstedt ở Niedersachsen.

## Lịch sử
Huyện được thành lập năm 1994 khi hai huyện Oschersleben and Wanzleben được sáp nhập. Cả hai huyện tiền thân đều được lập năm 1816 dưới chính quyền Phổ và chỉ thay đổi nhỏ về địa giới cho đến khi được hợp nhất.

## Địa lý
Huyện lấy tên theo cảnh quan nằm ở khu vực Magdeburger Börde. Do đất hoàng thổ màu mỡ, khu vực này từ lâu đã được sử dụng làm đất canh tác.
Nơi cao nhất là the Heidberg (211 m) phía đông Sommersdorf. Có vài sông chảy qua huyện này, trong đó sông nổi bật nhất là Aller.

## Huy hiệu
| Coat of arms | Huy hiệu cho thấy biểu tượng lịch sử nông nghiệp của huyện, một cái hái. Đường xanh biểu tượng cho các sông ở huyện. |

## Thị xã và đô thị
| Verwaltungsgemeinschaften | Đô thị tự do |
| --- | ------------ |
| 1. Börde Wanzleben (bao gồm cả thị xã Seehausen và Wanzleben) 2. Obere Aller 3. Oschersleben (bao gồm cả thị xã Hadmersleben và Oschersleben) 4. Westliche Börde (bao gồm cả thị xã Gröningen và Kroppenstedt) | 1. Sülzetal  |